# Harold Zink
Harold Zink (* 15. Mai 1901; † 20. Juni 1962 in Worthington (Ohio), Columbus (Ohio)) war ein US-amerikanischer Politologe.

## Leben
Zink studierte an der University of Denver, wo er 1923 mit der Arbeit The Order of the Penitent Brothers : a study of the South West als M.A. graduierte. Er wurde 1926 an der Harvard University mit der Dissertation Twenty barons of American politics; a psycho-biographical study of twenty municipal bosses promoviert, die Schrift erschien 1930 als Buch. Er lehrte Politikwissenschaften an der DePauw University und war seit 1948 Professor für Politische Wissenschaften an der Ohio State University. Er war von 1937 bis 1948 im Vorstand der Midwest Political Science Association.
1960 hatte er eine Gastprofessur an der Victoria University of Wellington.

## Entnazifizierung
Seine Studien über die Regierungsformen in den Staaten der Kriegsgegner der Alliierten qualifizierten ihn für eine Rolle als Berater in der US-amerikanischen Besatzungsverwaltung im besiegten Deutschland. Seit 1944 war er in der „German Country Unit“ der Supreme Headquarters Allied Expeditionary Force (SHAEF) tätig und war politischer Berater im Stab des Supreme Commander of the Allied Expeditionary Force (PolAd SCAEF) und des Military Governor of the United States in Germany. Er war an der Ausarbeitung „Handbook for Military Government for Germany“ beteiligt, insbesondere an den Planungen zur Entnazifizierung. Zurückgekehrt nach Columbus (Ohio) verfasste er 1947 ein erstes Resümee über die mangelnde Zusammenarbeit der verschiedenen Dienststellen und die Schwierigkeiten, die ehemals aktiven Nazis zu identifizieren, die aus dem Wirtschaftsleben ausgeschaltet werden sollten.
Zwischen Juni 1950 und September 1951 war Zink als Leiter der Historical Division des HICOG nochmals in Deutschland.
Die Effekte des amerikanischen Versuchs, die deutsche Gesellschaft über Bildungsreformen zu demokratisieren, sah er – aus der kurzen Perspektive des Jahres 1957 – eher kritisch.

## Schriften (Auswahl)
- Vorwort in Z. Michael Szaz: Germany's eastern frontiers : the problem of the Oder-Neisse Line. Chicago : H. Regnery, 1960.
- mit anderen (Hrsg.): Rural local government in Sweden, Italy and India : a comparative study. London : Stevens, 1957
- The United States in Germany, 1944-1955. Princeton : Van Nostrand, 1957
- American Military Government in Germany. New York : Macmillan Co., 1947
- The American denazification program in Germany, in: Journal of Central European Affairs, Okt. 1946, S. 227–240
- mit Frederic A. Ogg: Modern Foreign Governments. 1947
- mit Taylor Cole (Hrsg.): Government in Wartime Europe and Japan. Boston : Houghton Mifflin 1942
- Government and politics in the United States. New York : Macmillan, 1942
  - mit Guy B Hathorn; Howard R Penniman: Government and politics in the United States. Princeton : Van Nostrand, 1963
- mit Taylor Cole (Hrsg.): Government in Wartime Europe. New York : Reynal & Hitchcock, 1941
- Government of cities in the United States. New York, Macmillan Co., 1939
- City Bosses In The United States : a study of twenty municipal bosses. Durham : Duke University Press 1930 (New York, NY AMS Press 1968)